# Schleuse Hamm

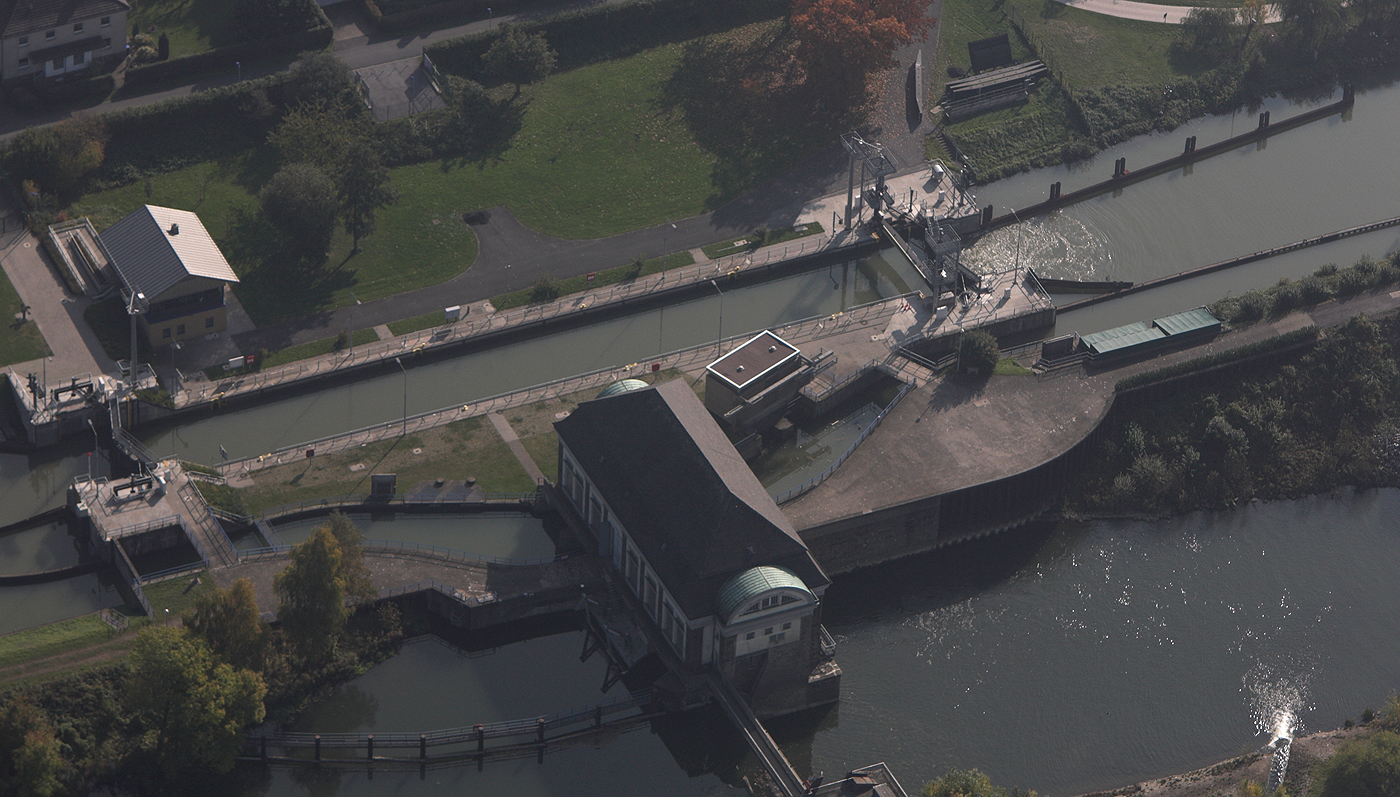
Luftbild Schleuse Hamm

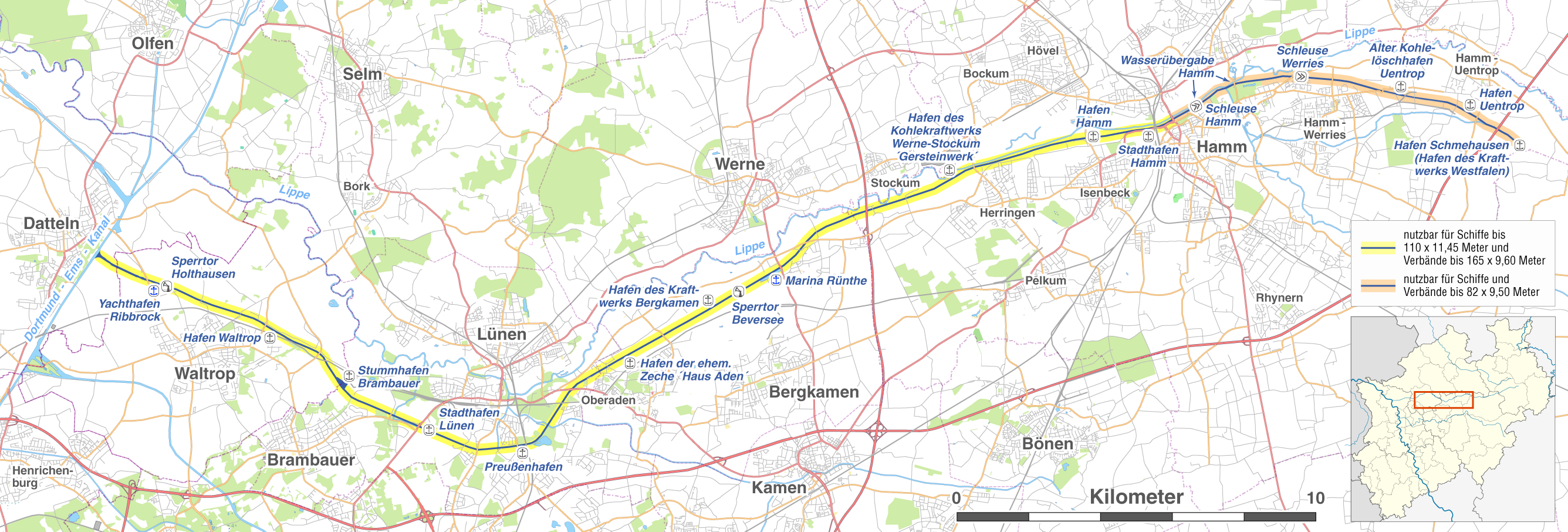
Lage am Datteln-Hamm-Kanal

Die Schleuse Hamm ist eine Schleuse der Bundeswasserstraße Datteln-Hamm-Kanal (bei km 36,98) in Hamm. Sie wurde von 1912 bis 1914 erbaut und ermöglicht zusammen mit der oberhalb liegenden Schleuse Werries die Nutzung des Kanals von Hamm bis Schmehausen. Zuständig für Betrieb und Unterhaltung ist das Wasserstraßen- und Schifffahrtsamt Westdeutsche Kanäle.
Bereits vor dem Ersten Weltkrieg war die Verlängerung des Datteln-Hamm-Kanals bis Lippstadt geplant. Die Schleuse Hamm war zunächst die einzige des Kanals. Die Kammer war ursprünglich 82,5 Meter lang und 9,90 Meter breit. Die Fallhöhe beträgt nur 1,45 Meter. Der Bau kostete damals 350.000 Reichsmark. 
1944 wurde die Schleuse von einer Bombe getroffen und zerstört, 1948 wurde sie wieder aufgebaut. 
2004 wurden an der Schleuse im Rahmen einer Grundinstandsetzung die Tore, der Antrieb und die Steuerung komplett erneuert. Außerdem erfolgt seitdem die Steuerung der Schleuse Werries über die Leitstelle an der Schleuse Hamm. Die Kosten für die Schleuse Hamm betrugen dabei 4,25 Millionen Euro.
Die Nutzlänge der Kammer konnte durch die Grundinstandsetzung auf 86 Meter verlängert werden, sodass dieser Kanalabschnitt noch für Europaschiffe befahrbar ist. 
Direkt an der Schleuse liegt die Wasserübergabe zwischen Lippe und Datteln-Hamm-Kanal. 

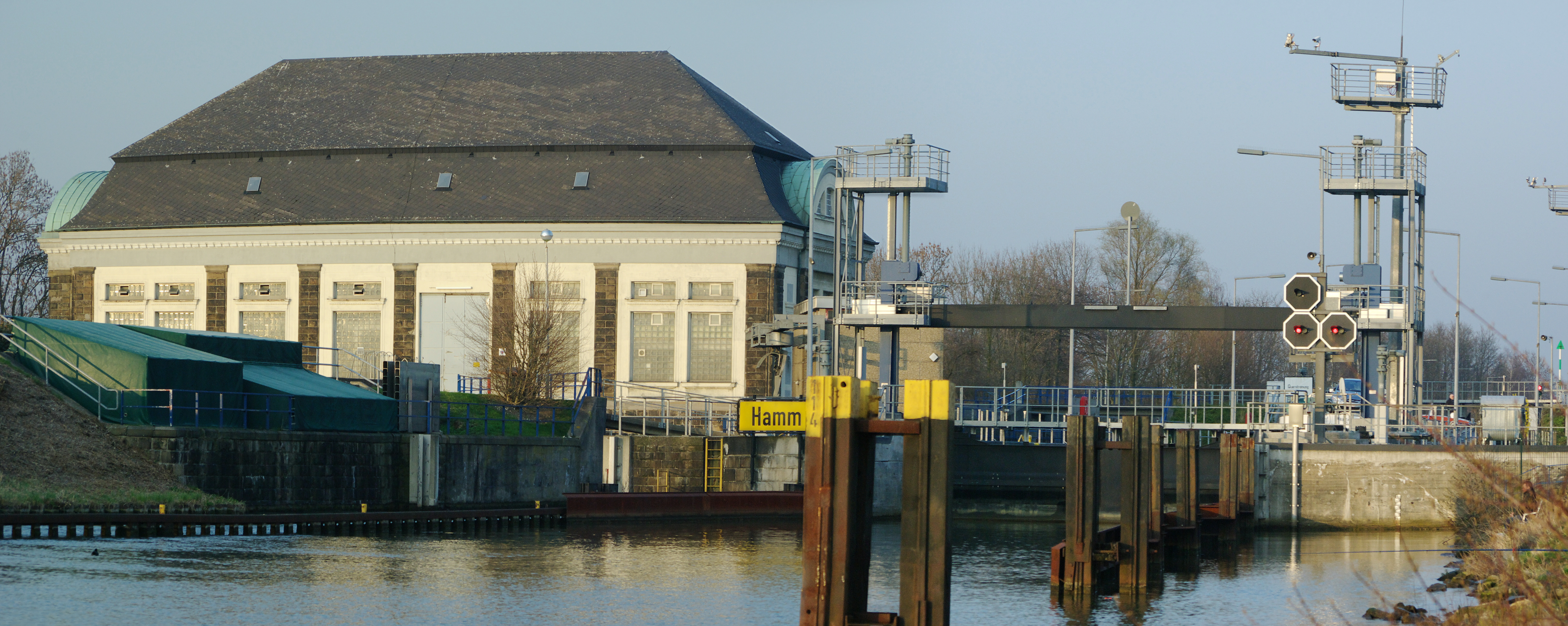
Ansicht von Westen
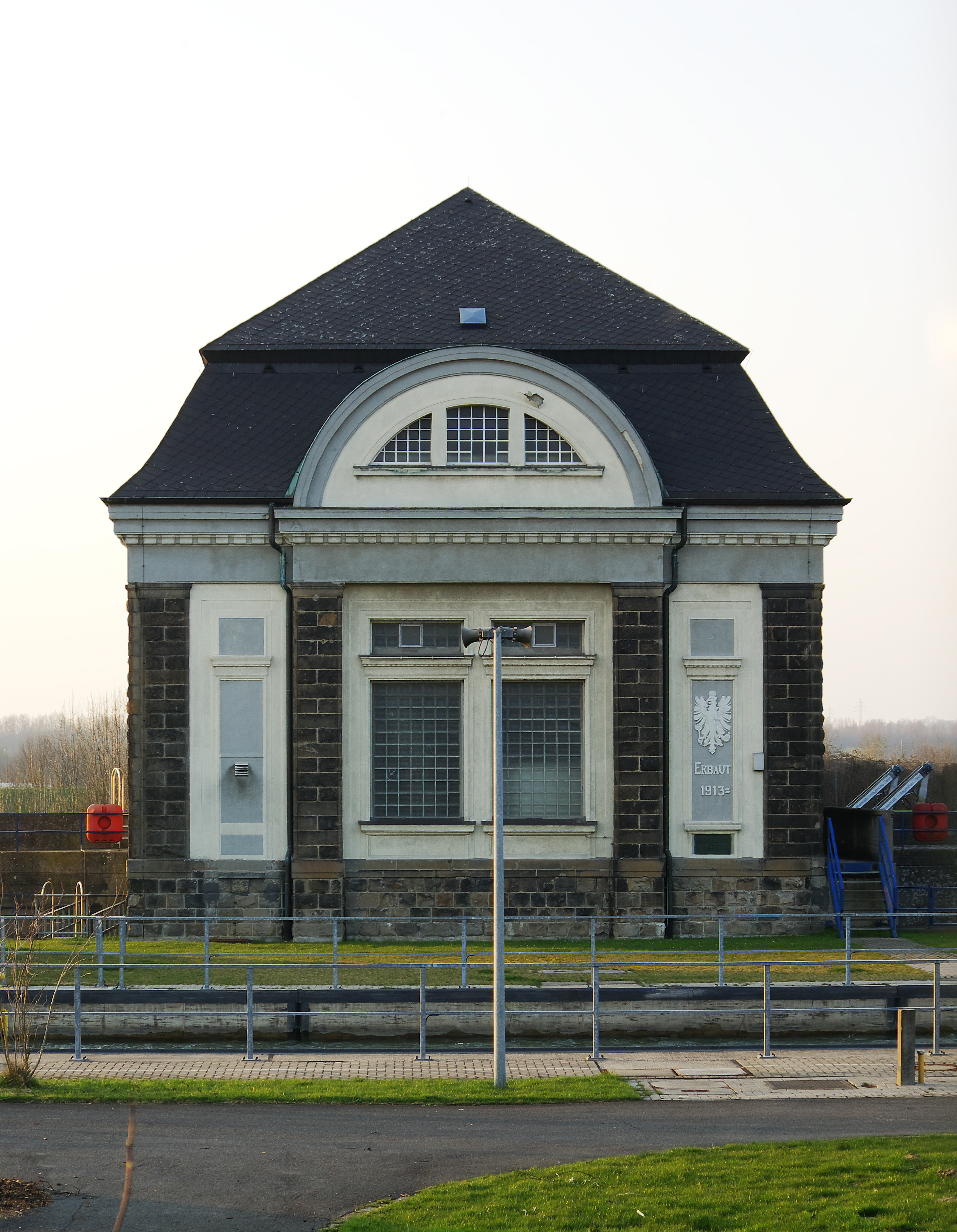
Südfassade
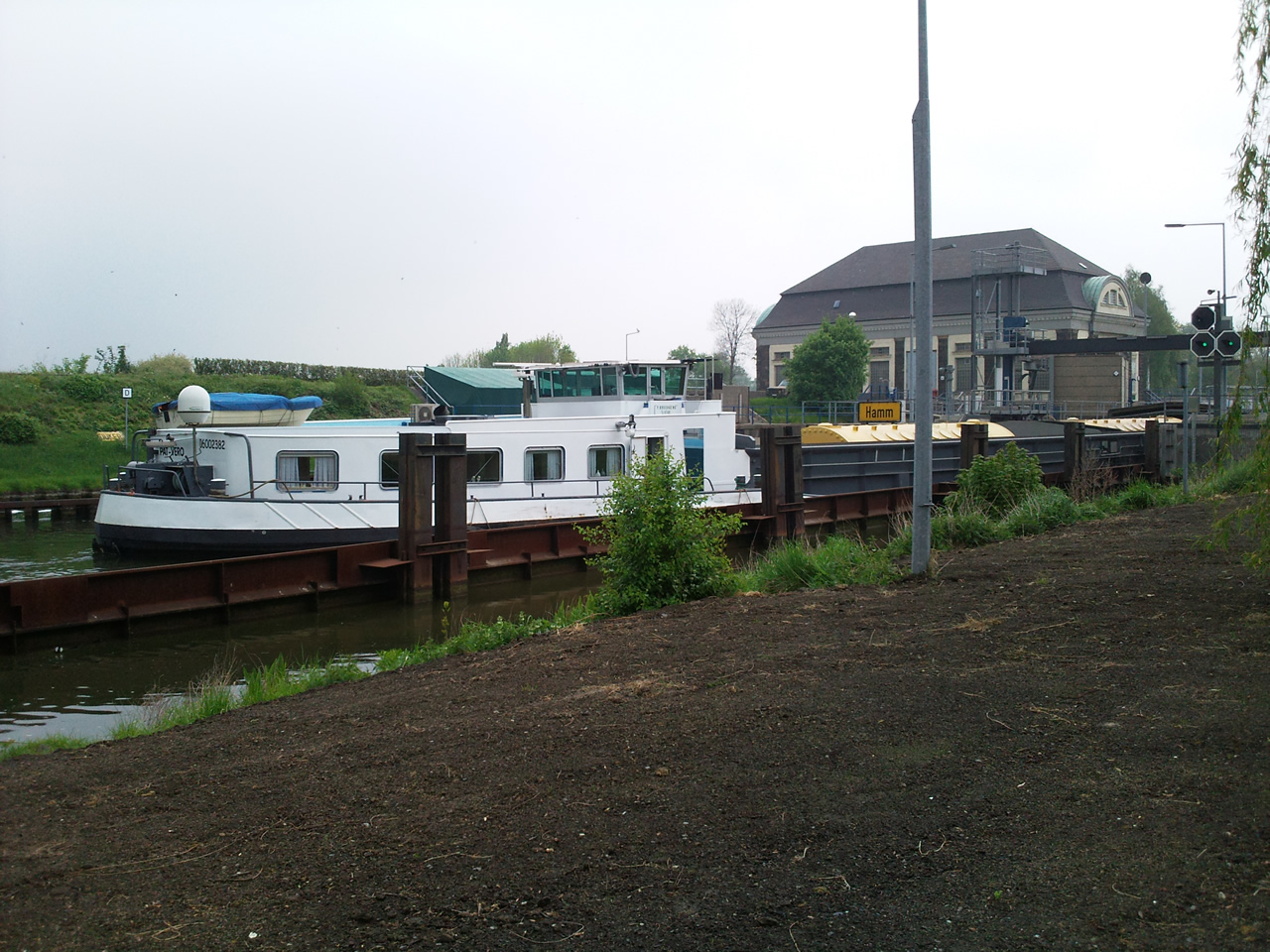
Europaschiff bei der Einfahrt von Westen